# Liste de roseraies
Cet article présente une liste de roseraies dans le monde.

## Afrique

### Maroc
- El Kelaâ Mgouna : La vallée des roses.
- Marrakech (Marrakech-Tensift-El-Haouz) : roseraie de la Koutoubia.

## Amérique

### Canada
- Montréal (Québec) : roseraie du jardin botanique.
- Sainte-Catherine-de-Hatley (Québec) : roseraie de Rose des Champs.

### Chili
- Las Condes (Province de Santiago du Chili) : Rosedal del Parque Araucano.

### États-Unis
- Berkeley (Californie) : roseraie de Berkeley
- Hartford (Connecticut) : roseraie du parc Elizabeth.
- Glencoe (Illinois) : roseraie du jardin botanique de Chicago.
- Orangeburg (Caroline du Sud) : Noisette Rose Garden (roseraie dédiée aux roses Noisette) du Edisto Memorial Gardens.
- Portland (Oregon) : International Rose Test Garden (Parc Washington).
- San José (Californie) : roseraie municipale de San José.
- Shreveport (Louisiane) : Jardins de l'American Rose Center (roseraie de l'American Rose Society).
- Tumwater (Washington) : Centennial Rose Garden.
- Tyler (Texas) : roseraie municipale de Tyler (la plus importante des États-Unis, 38 000 plants, 500 variétés).
- Washington (district de Columbia) : roseraie de la Maison-Blanche.

### Uruguay
- roseraie de Montevideo.

## Asie

### Inde
- New Delhi : National Rose Garden.
- Udhagamandalam (Nilgiris - Tamil Nadu) : Centenary Rose Garden.

### Israël
- Jérusalem : roseraie de Jérusalem (cour de la Kyriat Ben Gourion).

### Japon
- Itami (préfecture de Hyogo) : roseraie Aramaki.
- Kamogun (préfecture de Shizuoka) : roseraie Kawazu Bagatelle (la roseraie sœur de Bagatelle, créée en 2001).
- Keisei (préfecture de Chiba) : roseraie de Keisei.
- Narita (préfecture de Chiba) : roseraie de Narita.
- Shimada (préfecture de Shizuoka) : Shimada Rose-Hill Park.
- Utarubenosato (préfecture d'Aomori) : roseraie Kacho Keikoku.

## Europe

### Allemagne
- Bamberg : Roseraie de Bamberg.
- Cobourg : Roseraie de Cobourg.
- Cologne : Roseraie de Cologne.
- Darmstadt (Hesse) : Park Rosenhöhe.
- Deux-Ponts (Rhénanie-Palatinat) : Europas Rosengarten.
- Dortmund (Rhénanie-du-Nord-Westphalie) : Deutsches Rosarium.
- Dresde : roseraie de Dresde.
- Glücksburg (Ostsee) (Schleswig-Holstein) : roseraie de Glücksburg.
- Göttingen (Basse-Saxe) : roseraie de Göttingen.
- Hambourg (Hambourg) : roseraie de Hambourg dans le parc Planten un Blomen.
- Île de Mainau (Bade-Wurtemberg) : roseraie de l'Île de Mainau.
- Munich : roseraie Untergiesing.
- Sangerhausen (Saxe-Anhalt) : Europa-Rosarium (la plus importante roseraie du monde).
- Stuttgart (Bade-Wurtemberg) : la « vallée des Roses » du parc Killesberg.
- Uetersen (Schleswig-Holstein) : roseraie d'Uetersen.

### Autriche
- Baden (Basse-Autriche) : Österreichisches Rosarium.
- Linz (Haute-Autriche) : roseraie du jardin botanique.

### Belgique
- Chaumont-Gistoux (Brabant wallon) : roseraie environnementale de Chaumont-Gistoux.
- Courtrai (Flandre-Occidentale) : roseraie internationale de Courtrai.
- Heks, commune de Heers (Limbourg) : roseraie du château de Heks.
- Le Rœulx (Hainaut) : roseraie du Home Saint-Jacques.
- Leeuw-Saint-Pierre (Brabant flamand) : roseraie de Coloma.
- Mechelen (Province d'Anvers) : roseraie du Vrijbroekpark.
- Deurne (Province d'Anvers) : roseraie du Rivierenhof.

### Bohême
- Průhonice : Jardin botanique Chotobuz, une partie du parc Průhonice.
- Průhonice : Dendrologicka zahrada.
- Lidice :
- Prague : Rose Garden Petrin.
- Konopiště : Rose Garden.
- Hradec Kralove : Rosarium concurrence.

### Danemark
- Copenhague : roseraie du parc de Valby.
- Kvistgaard : roseraie Poulsen.

### Espagne
- Barcelone : roseraie du parc Cervantès.
- Cordoue : roseraie du jardin botanique.
- Madrid : 
  - roseraie du jardin botanique royal de Madrid
  - roseraie du parc du Retiro (dont la réalisation a été inspirée par la roseraie de Bagatelle à Paris).
  - roseraie du parc de l'Ouest.

### France
- Alençon (Orne) : roseraie du Parc des Promenades.
- Angers (Maine-et-Loire) : jardins de la roseraie.
- Argoules (Somme) : roseraie des Jardins de Valloires.
- Aulnay-sous-Bois (Seine-Saint-Denis) : roseraie Honoré Daumier.
- Azay-le-Ferron (Indre) : Le château d'Azay-le-Ferron possède une roseraie intéressante.
- Beaumont-le-Hareng (Seine-Maritime) : roseraie « Roses de Normandie ».
- Bergerac (Dordogne) : Le jardin Perdoux[1](44° 51′ 10″ N, 0° 29′ 22″ E) dans le parc Jean-Jaurès. Roseraie créé en 1899.
- Blois (Loir-et-Cher) : roseraie des terrasses de l'évêché.
- Boulogne-Billancourt (Hauts-de-Seine) : roseraie des jardins Albert-Kahn.
- Bourg-Argental (Loire) : pépinières et roseraies Paul Croix.
- Caen (Calvados) : roseraie de la Colline aux Oiseaux.
- Chalon-sur-Saône (Saône-et-Loire) : roseraie Saint-Nicolas.
- Chambéry (Savoie) : roseraie du parc du Buisson Rond.
- Cluny (Saône-et-Loire) : roseraie clunisienne et clunisoise.
- Commer (Mayenne) : roseraie de la Cour de Commer (collection nationale de roses galliques agréée par le Conservatoire des collections végétales spécialisées (CCVS)).
- Compiègne (Oise) : roseraie des jardins et du parc du château, possédant le label « Jardin remarquable ».
- Couloisy (Oise) : Roseraie de Couloisy[2].
- Doué-la-Fontaine (Maine-et-Loire) : Roseraie - Les Chemins de la Rose
- Dijon (Côte d'Or) : roseraie du Jardin botanique de l'arquebuse.
- Épinal (Vosges) : roseraie de la Maison Romaine.
- Gap (Hautes-Alpes : Conservatoire botanique national de Gap-Charance (collection de roses anciennes).
- Laval (Mayenne) : roseraie du jardin de Perrine.
- Les Rosiers-sur-Loire (Maine-et-Loire) : collection de roses anciennes (agréée CCVS).
- Lille (Nord) : roseraie du jardin des plantes.
- Lyon (Rhône) : le parc de la Tête d'Or comprend quatre roseraies :
  - la collection de rosiers sauvages du jardin botanique.
  - la roseraie historique.
  - la roseraie d'étude et de concours.
  - la roseraie internationale.
- L'Haÿ-les-Roses (Val-de-Marne) : roseraie du Val-de-Marne, anciennement roseraie de l'Haÿ, Conservatoire français des collections végétales - CCVS.
- Montauban (Tarn-et-Garonne) : roseraie François-Mitterrand (parc Chambord).
- Nancy (Meurthe-et-Moselle) : roseraie du parc de la Pépinière.
- Nantes (Loire-Atlantique) : roseraie du parc floral de la Beaujoire.
- Orléans (Loiret) :
  - roseraie du parc floral de la Source.
  - roseraie Jean-Dupont
- Paris : 
  - roseraie du parc de Bagatelle.
  - roseraie de l'école du Breuil (bois de Vincennes).
  - roseraie du parc Montsouris.
  - roseraie du parc Georges-Brassens.
  - roseraie du parc de Bercy.
  - roseraie du Jardin des plantes de Paris.
- Poitiers (Vienne) : roseraie du parc des expositions (espaces verts de Poitiers).
- Provins : la roseraie de Provins.
- Rambures (Somme) : roseraie du Parc du château de Rambures.
- Rennes : roseraie du Parc du Thabor.
- Rueil-Malmaison (Hauts-de-Seine) : roseraie du château de Malmaison.
- Saint-Vincent (Pyrénées-Atlantiques) : roseraie de Barbary.
- Sarrebourg (Moselle) : roseraie de Sarrebourg.
- Saverne (Bas-Rhin) : roseraie de Saverne.
- Schiltigheim (Bas-Rhin) : roseraie de Schiltigheim[3].
- Sèvres (Hauts-de-Seine) : square Carrier-Belleuse[4].
- Toul (Meurthe-et-Moselle) : roseraie André Legrand, dans le jardin de l'Hôtel de Ville.

### Irlande
- Dublin : roseraie du jardin botanique.

### Italie
- Cavriglia (Toscane) : roseraie botanique Carla Fineschi ou roseraie de Cavriglia.
- Florence (Toscane) : Giardino delle Rose.
- Monza (Lombardie) : roseraie Niso Fumagalli (roseraie de l'Association italienne de la rose).
- Rome (Latium) : roseraie communale.

### Principauté de Monaco
- Monaco : roseraie Princesse Grace.

### Pays-Bas
- La Haye : Rosarium Westbroekpark.
- Wageningue : roseraie de l'institut horticole.

### Portugal
- Arco de São Jorge (Madère) : roseraie de Quinta do Arco.

### Royaume-Uni
- Aberdeen (Écosse) : Duthie Park.
- Mickleton (Gloucestershire) : jardins de Hidcote Manor, jardins de Kiftsgate Court.
- Romsey (Hampshire) : roseraie de l'abbaye de Mottisfont.
- St Albans (Hertfordshire) : Bone Hill, Roseraie de Saint-Albans (jardin de la Royal National Rose Society).
- Sissinghurst (Kent) : jardin de Sissinghurst Castle.
- Londres : roseraie Queen Mary (Regent's Park).

### Roumanie
- Cluj-Napoca : roseraie du Jardin botanique Alexandru-Borza.

### Suisse
- Berne : Roseraie de Berne.
- Braunwald (canton de Glaris) : Internationale Alpine Rosenprüfanlage Braunwald.
- Dottikon (canton d'Argovie) : Rosenschule Huber.
- Gelfingen (canton de Lucerne) : Rosengarten Schloß Heidegg.
- Genève (canton de Genève) : roseraie du parc de la Grange.
- Lausanne (canton de Vaud) : roseraie de la Vallée de la Jeunesse.
- Rapperswil (canton de Saint-Gall) : Rosenstadt Rapperswil.

### Tchéquie
- Prague : roseraie de Petřín.

## Océanie

### Australie
- Longford (Tasmanie) : Roseraie nationale d'Australie[5].

### Nouvelle-Zélande
- Parnell (Auckland)  : Nancy Steen Heritage Rose Garden.
- Timaru (Canterbury)  : roseraie Trevor Griffiths.
- Wellington  : roseraie Lady Norwood (jardin botanique de Wellington).